# Temporada 1908-1909 del RCD Espanyol
Dades de la Temporada 1908-1909 del RCD Espanyol.

## Fets destacats
- 28 de febrer de 1909: Es refunda el club a partir de l'X Sporting Club, el Club Espanyol de Jiu Jitsu i d'alguns jugadors de l'Internacional.[1]
- Juny de 1909: Copa Ajuntament: RCD Espanyol 1 - FC Barcelona 0 i retirada blau-grana.[5]
- Juliol de 1909: Copa Exposició: RCD Espanyol 3 - FC Barcelona 2.
- 1909: Trofeu Fira de València: Espanyol 4 - València 3 i Espanyol 2 - València 3.

## Resultats i classificació

### Campionat de Catalunya
| Pos | Equip       | PJ | PG | PE | PP | GF | GC | DG | Pts |
| --- | ----------- | -- | -- | -- | -- | -- | -- | -- | --- |
| 2   | FC Espanya  | 8  | 3  | 2  | 3  | 13 | 10 | +3 | 8   |
| 3   | CD Espanyol | 8  | 4  | 0  | 4  | 13 | 11 | +2 | 8   |
| 4   | Català SC   | 8  | 2  | 2  | 4  | 8  | 16 | −8 | 6   |

## Plantilla
Nota: La temporada la començà l'X Sporting Club, que disputà la primera volta del campionat. Abans de disputar la segona volta l'X es fusionà amb d'altres entitats per formar el CD Espanyol, que disputà la segona volta del campionat. A la taula següent només es mostren els partits coneguts disputats com a CD Espanyol.
| P   | Jugador                 | C. de Catalunya | C. de Catalunya |
| P   | Jugador                 | PJ              | G               |
| --- | ----------------------- | --------------- | --------------- |
| POR | Pere Gibert             | 2               | -3              |
| DEF | José Irízar             | 2               | -               |
| DEF | Pere Molins             | 1               | -               |
| DEF | Vidal                   | 1               | -               |
| DEF | Joaquim Carril          | -               | -               |
| DEF | Martí                   | -               | -               |
| MIG | Josep Maria Soler       | 1               | -               |
| MIG | Santiago Massana        | 1               | -               |
| MIG | Manuel del Castillo     | 1               | -               |
| MIG | Antoni Viles            | 1               | -               |
| MIG | Antoni Baró             | -               | -               |
| DAV | Emili Sampere           | 2               | -               |
| DAV | Àngel Ponz              | 2               | -               |
| DAV | Gustavo Green           | 2               | -               |
| DAV | José Berdié             | 2               | -               |
| DAV | Francesc Xavier Barenys | 1               | -               |
| DAV | José Grau               | 1               | 1               |
| DAV | Guillem Galiardo        | 1               | -               |
| DAV | Josep Torrens           | 1               | -               |
| DAV | Oliver                  | -               | -               |
| DAV | Julià Mora              | -               | -               |
| DAV | Josep Graell            | -               | -               |
| DAV | Hermenegild Casellas    | -               | -               |